# 柳博米里夫卡 (卡贊卡區)
47°51′24″N 32°41′56″E / 47.85667°N 32.69889°E
柳博米里夫卡（烏克蘭語：Любомирівка），是烏克蘭南部的村莊，隸屬尼古拉耶夫州的巴什坦卡區。該村始建於1921年，面積0.3平方公里，海拔高度112米，2001年人口72，人口密度每平方公里240人。